# Поразка
«Поразка» (рос. Поражение) — радянський 4-серійний телевізійний художній фільм режисера Булата Мансурова, знятий за мотивами роману Данила Граніна «Іду на грозу» у 1987 році на кіностудії «Мосфільм».

## Сюжет

### 1 серія «Пошук правди»
Студенти-фізики Сергій Крилов та Олег Тулін абсолютно по-різному дивляться на світ. Крилов прямолінійний і не здатний на компроміси, Тулін ж дипломат по натурі, вміє лавірувати і знаходити спільну мову з різними людьми, але, незважаючи на несхожі характери, вони друзі. Їх об'єднує мрія підкорити грозу. Телефільм починається з того, що професор Денисов відмовляється брати в лабораторію Крилова, заявивши йому, що він мало здібний. Розлютившись, Крилов йде на завод. Тулін намагається умовити друга не кидати навчання, але Сергій непохитний. На заводі здатності Крилова оцінили по достоїнству і взяли в КБ, де в нього закохалася співробітниця Ада. Крилов не помічає її почуттів, він думає тільки про науку. За наполяганням заводського начальства Крилов здав екстерном університетський курс, але, незважаючи на блискучі перспективи на заводі, йде звідти, щоб потрапити на роботу в лабораторію професора Данкевича. У цей час Сергій зустрічає Олену і закохується в неї. Дослідницька робота лабораторії Данкевича протікає важко. На вченій раді прийнято рішення позбавити фінансування роботи Данкевича та передати кошти лабораторії, якою керував професор Денисов. Крилову пропонують вирушити у навколосвітню подорож разом з науковою експедицією. Олену обрадувала така пропозиція, і вона радить Сергію їхати. Зневірившись добитися справедливості, Крилов погоджується. Перед від'їздом Олена повідомляє йому, що виходить заміж за іншого. Данкевич, залишившись без роботи, лабораторії та учнів, хворіє і незабаром помирає в лікарні.

### 2 серія «Напівправда»
Повернувшись з навколосвітньої подорожі, Крилов дізнається про смерть Данкевича. Знайомий покійного професор Голіцин запрошує молодого вченого до себе в лабораторію. Сергій їде в Кахетію і бере участь в роботі протиградової служби. Там зав'язуються його відносини з колегою Наташею. Але, незважаючи на симпатію до дівчини, після хворобливого розставання з Оленою Сергій боїться знову закохуватися. Метеорологи успішно запобігають градостворенню, але одного разу протиградові заходи виявилися безсилі. На район обрушився сильний град, який знищив урожай і багатьох тварин. В результаті стихійного лиха загинула дитина. Старий, що працює на метеостанції, звинуватив в граді протиградову службу. Гостро відчуваючи своє безсилля перед стихією, Крилов повертається в Москву. У Москві, працюючи в лабораторії Голіцина, Сергій жалкує, що не взяв з собою Наташу. Він зрозумів, що прив'язався до неї і зараз сумує за дівчиною. Але Наташа не відповідає на його листи. Туга заважає Сергію працювати. Голіцин незадоволений ним. Проте, він несподівано пропонує Крилову зайняти вакантну посаду завідувача лабораторією. На цю ж посаду претендує інший співробітник лабораторії Агатов. До Москви приїжджає Олег Тулін. Він зустрічається з генералом Южиним і намагається його переконати дозволити йому польоти в грозові хмари з науковою метою. Южин знайомить Туліна з досвідченим пілотом Хоботнєвим, який не раз літав в грозу на військовому винищувачі. Крилов, захищаючи роботу Туліна, свариться з Голіциним. Агатов плете проти Крилова інтриги, намагаючись виставити його перед професором в самому непривабливому світлі. В результаті Сергій йде з інституту. Дізнавшись про це, Тулін великодушно бере його в свою групу. Перед експедицією Крилов заїжджає в Кахетію, щоб порозумітися з Наташею, але там дізнається, що вона поїхала, і ніхто не знає, де вона тепер.

### 3 серія «Правда і напівправда»
Туліну вдалося домогтися дозволу на польоти в грозу. Двоє друзів за допомогою наукового співробітника Віри Матвіївни, аспіранта Річарда і студентів Жені, Каті і Альоші почали дослідницьку роботу щодо грозових явищ в Абхазії. Доглядати за науковою групою з Москви прислали Агатова. Олегу сподобалася студентка Женя, і він починає надавати їй знаки уваги, не дивлячись на те, що дівчина зустрічається з Річардом. У процесі роботи між Туліним і Криловим виникають розбіжності. Олега дратує, що Сергій все ставить під сумнів і радить йому не поспішати з висновками. Він просить у Туліна можливості перевірити ще раз результати на моделі. Тим часом Агатов вимагає призупинити польоти. Не в силах воювати на два фронти Тулін вирішує відправити Сергія разом з Річардом в Тбілісі, де вони повинні протестувати модель. З ними їдуть Агатов і льотчики, щоб отримати новий літак. Від'їзд Річарда розв'язує руки Туліну, і він докладає всіх зусиль, щоб звабити Женю. У Тбілісі, поки Крилов і Річард працювали за комп'ютерами наукового інституту, льотна група і Агатов оглянули експериментальний літак, після чого приступили до знайомства з місцевими пам'ятками. На ринку льотчики розігрують Агатова. Після повернення в Сухумі Агатов дізнається від чергової в готелі всі новини про залишившихся там учасників експедиції, у тому числі про те, що Тулін доглядав за Женею. Він натякає на відносини Олега і Жені Річарду, але той не бажає вірити в підлість Туліна і свариться з Агатовим. В засмучених почуттях молода людина розшукує Женю і зустрічає її на мосту з Туліним. Образившись, Агатов вимагає відправити Річарда в Москву. Але за Річарда заступається Крилов. Перед самим вильотом Тулін повідомляє Крилову про те, що їде в місто, щоб зустрітися із заступником міністра Богдановським, і бере з собою Женю. Також він розпорядився залишити Агатова на локаторі. Керувати польотом належить Крилову. Агатов розповідає Річарду, як Тулін був радий відправити його в Москву. Річард намагається поговорити з Женею, але вона поспішає і їй не до розмов.

### 4 серія «Дотик до істини»
Після зустрічі з Богдановським Тулін проводить з Женею час на пляжі. В цей час через неправильний прогноз, який дав Агатов, літак з науковою групою потрапляє в епіцентр сильної грози. Літак терпить аварію, дослідники і екіпаж евакуюються, за винятком Річарда. Намагаючись дістати застряглу касету з результатами роботи групи, він затримується в салоні, і це коштує йому життя. Дізнавшись про трагедію, Женя кається в своїй поведінці. Вона вражена егоїзмом Туліна, який в ситуації, що склалася турбується тільки про себе. На комісії, яка займалася розслідуванням авіакатастрофи, Тулін швидко здає позиції. Сергій не розуміє його і намагається відстояти роботу. Несподівано професор Голіцин стає на його бік. Проте, подальші польоти неможливі, роботи закривають і групу розпускають. До Сергія Крилова приїжджає Ада, яка кохала його всі ці роки. Він розуміє, що вона — його доля, і їм судилося бути разом. Олег Тулін залишає місце своєї поразки в повному сум'ятті. Його мучить совість, у тому числі і через Женю. Шляхи Крилова і Туліна остаточно розходяться — і в науці, і в житті.

## У ролях
- Ігор Волков —  Крилов, молодий учений
- Андрій Тенета —  Олег Тулін
- Василь Лановий —  професор Данкевич
- Ольга Кабо —  Женя
- Євген Дворжецький —  Річард, аспірант
- Леонід Куравльов —  Агатов
- Павло Кадочников —  Голіцин, член-кореспондент АН СРСР
- Лев Пригунов —  льотчик Хоботнєв
- Майя Булгакова —  Віра Матвіївна
- Олена Антонова —  Наташа
- Тетяна Плотникова —  Ада
- Олена Малявіна —  Катя
- Валерій Яременко —  Альоша
- Ірина Климова —  Олена
- Леонід Марков —  генерал Южин
- Валентин Букін —  бортмеханік Коля
- Олег Бєлов —  другий пілот Востриков
- Ігор Леньов  — штурман Поздишев
- Павло Сиротін —  бортовий радист
- Ольга Сошникова  — дружина Данкевича
- Олександр Бєлявський —  Богдановський
- Валентин Смирнитський —  Возніцин
- Юрій Катін-Ярцев —  Лазар
- Баадур Цуладзе —  продавець вина
- Володимир Мсрян —  Гатенян
- Ігор Кашинцев —  Денисов
- Володимир Єпископосян —  Пірадзе
- Леонтій Полохов —  Анікеєв
- Ігор Шавлак  — журналіст
- Юрій Михеєнко —  Бочкарьов
- Олена Рівас  — Сима
- Володимир Привалов —  Сєров
- Станіслав Соколов —  експедитор
- Василь Стрельников — американець
- Катерина Урманчеєва  — чергова
- Віктор Васильєв  — психолог
- Галина Левченко —  секретар
- Таїсія Литвиненко —  вахтер

## Знімальна група
- Режисер — Булат Мансуров
- Сценаристи — Данило Гранін, Булат Мансуров
- Оператор — Микола Васильков
- Композитор — Олександр Луначарський
- Художники — Давид Виницький, Сергій Воронков